# Синхронное плавание в России
Синхронное плавание в России начинало развиваться в 1920-х годах в СССР как любительский вид спорта с показательными выступлениями, а с 2000 года сборная России на международном уровне лидирует во всех дисциплинах.

## Синхронное плавание в СССР

### Показательные выступления
Синхронное плавание в России появилось ещё в 1920-х и первоначально называлось «художественным плаванием». Художественное плавание долгое время было неотъемлемой частью обычного плавания и не рассматривалось отдельно. С 1918 года, с созданием Всевобуча, в СССР активно пропагандировался спорт и здоровый образ жизни. Среди спортивных дисциплин большое внимание уделялось спортивному плаванию. На открытия спортивных баз и водных станций по всему Союзу собирались зрители, для которых помимо спортивного плавания устраивали показательные выступления с прыжками в воду, образованием на поверхности воды геометрических фигур и т. д. Со временем построения на воде становились сложнее, появлялись перестроения, несложные хороводы. Выступления «художественных пловчих» проходили на стадионе в Химках, а позже — на арене цирка на Цветном бульваре. Выступавшие на арене «водные фигуристки» впоследствии стали первыми тренерами сборной.

### Междугородние соревнования
С 1950 стали организовываться самодеятельные группы по фигурному плаванию. Одной из первых была организована группа студенток Львовского медицинского института, которая занималась под руководством тренера по плаванию Бориса Оноприенко. В этой секции впервые использовалась сюжетность выступлений с музыкальным сопровождением.
В 1960-х стали проводиться первые городские соревнования в Москве и Ленинграде. В 1961 году состоялся первый чемпионат Москвы по художественному плаванию. Победительницей чемпионата стала Алла Миндлина. В 1969 году создается федерация художественного плавания города Москвы. С того же года художественное плавание было официально включено в календарь спортивных соревнований в Москве, а чемпионкой Москвы того года стала Наталья Кирпичникова. В 1973 году тренер-преподаватель Института физической культуры и спорта имени П. Ф. Лесгафта Мария Юревич на очередных соревнованиях по плаванию провела показательные выступления в «фигурном плавании», а в 1975 году по инициативе главного редактора журнала «Советская женщина» Валентины Федотовой были проведены соревнования на приз журнала. Выступления в этот период носили часто агитационный характер. «Фигурным» плавание называлось по аналогии с фигурным катанием и подразумевало фигуры в том числе под водой. В выступлениях принимали участие как женщины, так и мужчины. В групповых выступлениях участвовали от 4 до 24 человек. В 1976 году была создана Всесоюзная комиссия по синхронному плаванию при спорткомитете СССР под руководством балерины Майи Плисецкой.

### Всесоюзные соревнования
В 1979 году были проведены первые всесоюзные соревнования в Электростали, в которых приняли участие новообразованные команды из союзных республик и первые звёзды-синхронистки: Ирина Потёмкина, Елена Фролова, Татьяна Хайцер. Тренером синхронисток была Лидия Молинская.

### Международные соревнования
Дебют сборной СССР на международных соревнованиях состоялся в 1981 году на III чемпионате Европы в Югославии. Дебют сборной на Олимпийских играх планировался в 1984 году, но был отменён из-за ответного бойкота СССР Игр в Лос-Анджелесе, поэтому он состоялся в 1988 году на Играх в Сеуле, где дуэт Мария Черняева/Татьяна Титова занял 6-е место, а синхронистка соло Кристина Фаласиниди — 7-е. В том же году первую победу на международных соревнованиях одержала юниорская сборная, которая с тех пор побеждает на всех турнирах. Первая победа основной сборной СССР состоялась в 1986 году в групповых упражнениях на Кубке и чемпионате Европы, а на чемпионате Европы 1989 года Кристина Фаласиниди одержала первую победу в упражнении соло. Последний раз сборная при СССР выиграла золотые медали в 1991 году также на чемпионате Европы. Тогда победу в групповых упражнениях одержали Ольга Седакова, Анна Козлова и Гана Максимова.

## Синхронное плавание в России
После распада СССР, с образованием Федерации синхронного плавания России началось развитие синхронного плавания в России. С приходом на пост главного тренера Татьяны Покровской и старшего тренера дуэта Татьяны Данченко в 1998 году первую победу сборная России одержала в том же году на Чемпионате мира в Австралии в группе, дуэте и соло, затем в 2000 году на Играх в Сиднее были завоёваны первые золотые олимпийские медали в дуэте Ольга Брусникина/Мария Киселёва и групповых упражнениях. С тех пор сборная выигрывает на всех Олимпиадах. Среди самых титулованных синхронисток — Анастасия Ермакова, Анастасия Давыдова, Наталья Ищенко, Светлана Ромашина.